# Нижньогородське (електродепо)
55°44′46″ пн. ш. 37°41′43″ сх. д. / 55.74611° пн. ш. 37.69528° сх. д.
Електродепо «Нижньогородське» (ТЧ -21) — електродепо Московського метрополітену, що обслуговує Велику кільцеву лінію. Працює з 20 лютого 2023.
У 2012 році Московський завод з модернізації та будівництва вагонів імені В. Є. Войтовича було закрито, а все його нерухоме майно було виставлене на аукціон. 
15 січня 2013 року майно заводу придбав Московський метрополітен для розміщення електродепо «Нижньогородське». 
У депо зможуть обслуговуватись 30 складів на території 45000 м²
.

## Лінії, що обслуговуються
| Лінія                 | Роки             |
| --------------------- | ---------------- |
| Велика кільцева лінія | з 20 лютого 2023 |